# Jan Veenstra (schrijver)
Jan Veenstra (Noordscheschut, 1951) is een schrijver, woonachtig in de Nederlandse provincie Drenthe.

## Leven en werk
Veenstra werd in 1951 in het Drentse Noordscheschut geboren. Hij werkte achtereenvolgens als groepsleider bij de Van Mesdagkliniek, als voorlichter bij de gemeente Groningen en bij het energiebedrijf Essent. Veenstra publiceerde in de Drentse literaire tijdschriften Oeze Volk en in Roet. Ook schreef hij het draaiboek voor de film Tweitalig. Hij maakte samen met anderen de Hunebed Turbo Show. Hij was de initiator van de bijeenkomsten tussen schrijvers in het Nedersaksisch aan weerszijden van de grens met Duitsland. Hij geeft regelmatig samen met anderen avondvullende literaire voorstellingen.
Veenstra trouwde in 1997 met Marga Kool, ter gelegenheid van hun huwelijk verscheen op verzoek van het Drents Museum Het zwarte gat (Marga Kool) & De Drentse Aa (Jan Veenstra). Samen schrijven zij een wekelijkse column in het Dagblad van het Noorden. Een bloemlezing van deze columns verscheen in 2017 onder de titel Het heen en weer.